# Álvaro Robredo
Álvaro Robredo Crespo (Ezcaray, 3 april 1994) is een Spaans wielrenner die anno 2019 rijdt voor Burgos-BH.

## Carrière
In 2014 maakte Robredo de overstap van de amateurs naar Burgos-BH. In zijn eerste seizoen bij de ploeg nam hij onder meer deel aan de Challenge Mallorca, de Ronde van La Rioja en de Ronde van Portugal. In 2016 werd hij dertigste in de Circuito de Getxo. Omdat zijn ploeg in 2018 een stap hogerop deed, werd Robredo dat jaar prof.

## Ploegen
- 2014 –  Burgos-BH
- 2015 –  Burgos BH
- 2016 –  Burgos BH
- 2017 –  Burgos BH
- 2018 –  Burgos-BH
- 2019 –  Burgos-BH

Buru · Cubero · del Pino · López · Martín · Merino · Riutort · Robredo · Salas · Solé · Torres
Belda · Castrillo · Cubero · Jiménez · Jurado · Linares · López · Merino · Quiroz · Robredo · Rojo · Ruiz · Salas · Torres
Cabedo · Cubero · Ezquerra · González · Herklotz · Langellotti · López · Mamykin · Mendes · Merino · Mitri · Robredo · Rubio · Salas · Sessler · Simón · Torres
Bico · Bol · Cabedo · Cubero · Ezquerra · Fernandes · Fuentes · Gibson · Langellotti · López · Madrazo · Mitri · Peñalver · Robredo · Rubio · Sessler · Sureda · Vilela